# 新歷史主義
新历史主义（英語：New historicism），是旨在通过文学研究思想史，并通过文化背景理解文学的文化理论。新歷史主義認為無客觀中立的歷史，質疑文學正典的形成，關注其背後的權力運作與交易。新歷史主義自許為非教條的具體實踐，是一種「文化詩學」（英語：cultural poetics）。
其指出，歷史充滿斷層，歷史由論述構成。以福柯的概念，我們應透過各種論述去還原歷史，而該種論述，是根據當時的時間、地點、觀念建構的。換句話說，歷史並不是對史實單一的記載，亦並不是對於過去的事件的單純的紀錄。德里达也說：「沒有文本之外的世界」，語言本身就是一種結構，我們都透過這種結構來理解整個世界。
1980年代，新歷史主義萌芽的代表人物為斯蒂芬·格林布拉特，最初用於英國文藝復興與浪漫主義作品，如莎士比亞。1990年代，新歷史主義得到更大的影響力。
新歷史主義包含兩大流派，一是受傅柯影響的北美後結構主義者，另一是受威廉斯影響的英國文化唯物主義者與馬克思主義者。

## 內容

### 核心假設
Harold_Aram_Veeser在〈新歷史主義〉（The New Historicism, 1989）介紹「新歷史主義」具備若干核心假設：

1. 任何表达作品都深植在一套唯物实践的網絡中
2. 任何揭示、批判和反对的行動都使用其所谴责的工具，冒着自我擊敗的风险；
3. 文学文本和非文学“文本”皆不可分離地流通；
4. 没有任何論述、想象或档案是不变的真理，也不可能表达不變的人性本質；
5. ... 批判的方法和语言用于描述资本主义下的文化

### 特點
在對歷史主義和政治解讀方面，新歷史主義受到馬克思主義的影響。然而，傳統馬克思主義視文學為“上層建築”，而新歷史主義思想家實際上採取了米歇爾·福柯的權力觀點，認為文學不僅僅與社會階級有關，更是貫穿整個社會。
新歷史主義將社會視為各種文本間的相互關聯，沒有超越其特定文化情境中的方式閱讀文本，亦無“永恆不變”的文學價值，是後現代主義應用於詮釋歷史的形式。
新歷史主義與“文化唯物主義”（英語：Cultural Materialists）共享許多相同理論，而文化唯物主義批評家更強調自己不同意當前的權力結構，致力賦權傳統劣勢群體，尋求當代影響力。文化唯物主義批評家也淡化了文化的高低之分，專注於“流行文化”的產出。
新歷史主義者，以「歷史之眼」分析文本。在此意義下，新歷史主義並不“新”。20世紀20年代到50年代之間存在的許多評論家也關注文學的歷史背景。這些評論家基於文本與歷史背景之間的聯繫，形成對文學的假設。新歷史主義與伊波利特·泰纳的“歷史批評”也有一些共通之處。泰納認為文學作品不是作者想像的產物，而是根植於創作的社會情境，即泰納所謂的“種族，環境和時刻”（race, milieu, and moment），回應了20世紀的歷史主義，如約翰·利文斯頓。新歷史主義重新檢視“西方經典”作家的生活和時代，從而消解其創作過程中的神話。但新歷史主義不同於前述的20世紀評論家與泰納，更強調作者未知的政治“意識形態”主導其創作。

### 註腳
1. 1 2 3 4  潘少瑜. . db.nmtl.gov.tw.   [2023-08-14].
2. ↑  Prendergast, Christopher. . SubStance. 1999, 28 (1): 90–104  [14 Aug. 2023]. doi:10.2307/3685421. （原始内容存档于2020-03-26）.
3. ↑  Greenblatt, Stephen. . Routledge. 2007: 197. ISBN 978-0415771603.
4. ↑  David Mikics, ed. A New Handbook of Literary Terms, 2007, s.v. "New historicism".
5. ↑  Parvini, Neema. . Bloomsbury. 2012.
6. ↑  Veeser, ed. The New Historicism, (Routledge, Chapman and Hall) 1989, "Introduction", p. xi. Nineteen essays by contributors.
7. ↑  D. G, Myers. . 1989  [2006-04-27]. （原始内容存档于2006-05-03）.
8. ↑  Newton, Judith. . Cultural Critique. 1988, (9): 87–121  [2023-08-14].
9. ↑  R., Murfin; Supriya, Ray. . St Martins: Bedford Books. 1998.

### 延伸閱讀
- Dixon, C. . 2005  [2011-01-01]. （原始内容存档于2010-06-16）.
- Felluga, D. . 2003  [2006-04-28].
- Greenblatt, Stephen. Renaissance Self-Fashioning. U Chicago P, 1980.
- Hedges, W. . 2000  [2006-03-20]. （原始内容存档于2006-05-06）.
- Licona, Michael. "The Resurrection of Jesus: A New Historiographical Approach." IVP Academic, 2010.
- Orgel, Stephen. The Authentic Shakespeare. Routledge, 2002.
- Parvini, Neema. Shakespeare and New Historicist Theory. Bloomsbury, 2017.
- Rice, P. & Waugh, P. 1989, Modern literary theory: a  reader, 2nd edn, Edward  Arnold, Melbourne.
- Seaton, J. . Humanitas. 1999, 12 (1): .  [29 April 2006]. （原始内容存档于2023-06-05）. review of Carl Rapp, Fleeing the Universal: The Critique of Post-rational Criticism (1998)
- Veeser, H. Aram (Ed.). The New Historicism. Routledge, 1989.